# Paraliparis carlbondi
Paraliparis carlbondi és una espècie de peix pertanyent a la família dels lipàrids.

## Descripció
- La femella fa 11 cm de llargària màxima.[5]

## Hàbitat
És un peix marí i batipelàgic que viu entre 1.830 i 1.930 m de fondària.

## Distribució geogràfica
Es troba al Pacífic sud-oriental: el Perú.

## Observacions
És inofensiu per als humans.